# Karl Otto Paetel
Karl Otto Paetel (Berlim, 23 de novembro de 1906 - Nova York, 4 de maio de 1975) foi um jornalista político e publicitário alemão. Durante a década de 1930, tornou-se membro da resistência alemã anti-nazista.